# أبو عبد الله محمد بن عيسى الماهاني
أبو عبد الله محمد بن عيسى الماهاني كان عالمًا فارسيًا للرياضيات وللفلك، وهو من مواليد عام 820 ميلادية الموافق لـ 207 هجرية في بلدة ماهان بإقليم كرمان التي تقع في وسط إيران، نشط في بغداد، الخلافة العباسية. تضمنت أعماله الرياضية المعروفة تعليقاته على كتاب «الأصول» لإقليدس، وكتاب أرخميدس «عن الكرة والأسطوانة»، و«كتاب مانالاوس في الأشكال الكرية» (باللاتينية: Sphaerica) لمانالاوس، بالإضافة إلى رسالتين مستقلتين. حاول دون جدوى حل مشكلة طرحها أرخميدس وهي قطع الكرة إلى مقدارين بنسبة معطاة، والتي تم حلها فيما بعد بواسطة عالم الرياضيات في القرن العاشر أبو جعفر الخازن. وكان عمله الوحيد المعروف على قيد الحياة على علم الفلك على حساب السمت. كان معروفًا أيضًا بعمل ملاحظات فلكية، وادعى أن تقديراته لأوقات البدء لكسوف القمر لثلاث مرات على التوالي كانت دقيقة إلى حد نصف ساعة.

## السيرة الشخصية
لا يعرف المؤرخون سوى القليل عن حياة المهاني بسبب نقص المصادر. وُلد في ماهان، فارس (ومن ثم نسمة المهاني). كان نشطا في القرن التاسع الميلادي أو القرن الثالث الهجري، عاش في بغداد عام 860 وتوفي عام 880. من إشارة في جداول ابن حكيمي لابن يونس، كان معروفًا أنه يقوم بملاحظات فلكية بين 853 و 866، مما سمح للمؤرخين بتقدير وقت حياته وأنشطته.

## أعماله

### الرياضيات
غطت أعماله في الرياضيات موضوعات الهندسة والحساب والجبر. ربما كان الدافع وراء بعض أعماله الرياضية هو المشكلات التي واجهها في علم الفلك. يذكر كتالوج القرن العاشر كتاب الفهري إسهامات المهاني في الرياضيات ولكن ليس في علم الفلك.
كما عمل على المشكلات الرياضية الحالية في وقته. كتب تعليقات على الأعمال الرياضية اليونانية: عناصر إقليدس، أرخميدس على الكرة واسطوانة ومينيلوس «شافيريكا». في تعليقاته أضاف تفسيرات، وقام بتحديث اللغة لاستخدام المصطلحات «الحديثة» في عصره، وأعد صياغة بعض الأدلة. كما كتب مقالاً مستقلاً عن «عن النسبة» (On On Relationship) وآخر عن تربيع القطع المكافئة.
تعليقاته على العناصر التي غطتها الكتب الأول والخامس والعاشر والثاني عشر؛ فقط الموجودون في الكتاب الخامس وأجزاء من الكتابين X و XII يبقيان على قيد الحياة اليوم. في تعليق الكتاب الخامس، عمل على النسب، واقترح نظرية حول تعريف النسبة على أساس الكسور المستمرة التي اكتشفها النيرزي لاحقًا بشكل مستقل.
في تعليق الكتاب العاشر، عمل على أرقام غير منطقية، بما في ذلك الأرقام غير المنطقية من الدرجة الثانية والأرقام المكعبة. قام بتوسيع تعريف إقليدس للأحجام - والذي شمل الخطوط الهندسية فقط - بإضافة الأعداد الصحيحة والكسور كمقاييس عقلانية وكذلك الجذور التربيعية والمكعبية مثل الأحجام غير المنطقية. وقد وصف الجذور المربعة بأنها «غير منطقية للطائرة» والجذور المكعبة «غير منطقية صلبة»، وصنف مجاميع أو اختلافات هذه الجذور، بالإضافة إلى نتائج إضافات الجذور أو بدائلها من الأحجام المنطقية، وكذلك المقاييس غير المنطقية. ثم شرح الكتاب العاشر باستخدام تلك المقاييس المنطقية وغير المنطقية بدلاً من المقاييس الهندسية كما في الأصل.
تعليقاته على كتاب Sphaerica غطت الكتاب الأول وأجزاء من الكتاب الثاني، لم ينجح أي منها اليوم. تم تحديث نسخته لاحقًا من قِبل أحمد بن أبي سعيد الهراوي (القرن العاشر). في وقت لاحق، رفض ناصر الدين الطوسي (1201-1274) طبعة المهاني والحراوي وكتب تعامله الخاص مع Sphaerica ، بناءً على أعمال أبو نصر منصور. أصبحت طبعة الطوسي هي الطبعة الأكثر شهرة على نطاق واسع من Sphaerica في العالم الناطق باللغة العربية.
حاول المهاني أيضًا حل مشكلة طرحها أرخميدس في كتابه «عن الكرة والاسطوانة»، الفصل الثاني، الفصل الرابع: كيفية تقسيم الكرة بواسطة طائرة إلى مجلدين من نسبة معينة. قاده عمله إلى معادلة تُعرف باسم «معادلة المهاني» في العالم الإسلامي: {\displaystyle x^{3}+c^{2}b=cx^{2}}. ومع ذلك، كما وثّق في وقت لاحق عمر الخيام، «بعد إعطائه التأمل المطول» فشل أخيرًا في حل المشكلة. ثم اعتبرت المشكلة غير قابلة للحل حتى حلها عالم الرياضيات الفارسي أبو جعفر الخزان باستخدام مقاطع مخروطية.

### الفلك
تم ذكر ملاحظاته الفلكية حول الاقتران وكذلك الكسوف الشمسي والقمري في زيج (الجداول الفلكية) لابن يونس (حوالي 950 - 1009). ونقل ابن يونس عن المهاني قوله إنه يحسب توقيتهم مع منجم. ادعى أن تقديراته لأوقات البدء لكسوف القمر الثلاثة على التوالي كانت دقيقة إلى حد نصف ساعة.
كما كتب مقالًا بعنوان «مقالة في معرفة السمت لأي ساعة أردت وفي موضع أردت» في علم الفلك. في ذلك، قدم طريقتين رسوميتين وطريقة حسابية لحساب السمت - القياس الزاوي لموقع جسم سماوي. تتوافق الطريقة الحسابية مع قاعدة جيب التمام في علم المثلثات الكروي، وقد استخدمها فيما بعد البطاني (حوالي 858 - 929).
كتب أطروحة أخرى، عنوانها، على خط عرض النجوم، معروف ولكن محتواه مفقود بالكامل. وفقًا لعالم الفلك اللاحق إبراهيم بن سنان (908–946)، كتب المهاني أيضًا مقالة عن حساب الصعود باستخدام ساعة شمسية.

## مجال تخصصه
كان من علماء المسلمين البارزين، وبرع في علوم الرياضيات والفلك وسجل رصده للخسوف والكسوف واقتران الكواكب وسجلها من عام 853 ميلادية وحتى 866 ميلادية، وكتب كذلك تعليقات على نظريات كلاً من إقليدس وأرخميدس وساعد إسحاق بن حنين في ترجمة كتابات مانالاوس الإسكندري وحاول كذلك حل بعض مسائل أرخميدس المتعلقة بتقسيم الجسيمات الكروية بمعرفة نسبة الحجم.

## من كتبه
له من الكتب كتاب رسالة في عروش الكواكب، وكذا كتاب رسالته في النسبة، وكذا كتاب في ستة وعشرين شكلاً من المقالة الأولى من أقليدس التي لا يحتاج في شيء منها إلى الخلف.

## وفاته
وافته المنية عام 880 ميلادية الموافق 262 هجرية